# Shemurat Hadassim
Shemurat Hadassim (hebreiska: שמורת הדסים) är ett naturreservat i Israel.   Det ligger i distriktet Centrala distriktet, i den norra delen av landet.